# Abația Pannonhalma

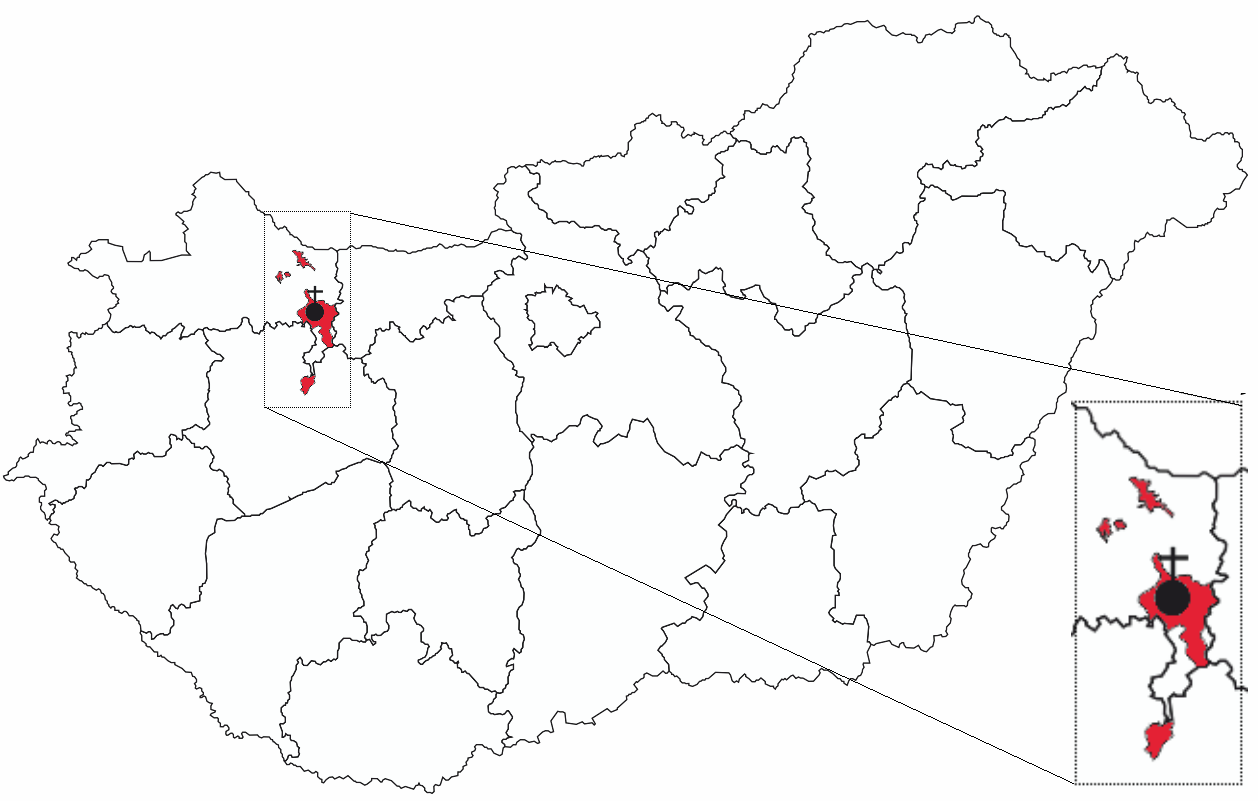
Localizarea jurisdicției abației pe harta Ungariei

Abația Sf. Martin din Pannonhalma (în latină Abbatia Santi Martini in Monte Pannoniae, în germană Abtei Martinsberg) este o mănăstire benedictină din Ungaria, care - din punct de vedere canonic - este subordonată direct papei. Abația este unul dintre cele mai vechi monumente istorice din Ungaria, fiind înscrisă în anul 1996 pe lista patrimoniului cultural mondial UNESCO. Ea deține al doilea cel mai mare teritoriu abațial din lume, după Monte Cassino din Italia.

## Istorie și arhitectură
Primii misionari creștini benedictini au venit în Ungaria în anul 996, la cererea lui Géza, conducătorul maghiarilor. Aceștia s-au stabilit la Pannonhalma. În anul 1001 Ștefan cel Sfânt, fiul lui Géza primul rege al Ungariei a donat pământuri în această localitate pentru construirea unei abați benedictine în cinstea Sfântului Martin de Tours. Noua abație deținea un teritoriu abațial independent față episcopia locală, lucru care a rămas până în prezent.
Abația a avut un rol important în procesul de creștinare al maghiarilor, fiind cea mai veche abație din Regatul Ungariei. Primul abate a fost celebrul Astrik (d. 1036). De-a lungul timpului au avut loc aici mai multe evenimente importante. În anul 1096 Godefroy de Bouillon, unul dintre conducătorii Primei Cruciade, a petrecut o săptămână la abație pentru a negocia cu regele trecerea în deplină siguranță a soldaților săi prin Ungaria. În anul 1137 vechile clădiri romanice au fost înlocuite cu unele noi, iar în anul 1486 abația a fost reconstruită în stil gotic sub regele Matia Corvin, păstrându-se un portal romanic.
Ca urmare a incursiunilor otomane în Europa, între secolele XVI-XVII, abația din Pannonhalma a fost fortificată. În timpul dominației otomane în Ungaria, abația a fost avariată iar călugării benedictini au fost forțați să o părăsească. Abia după ce Ungaria a fost integrată în Imperiul Habsburgic călugării s-au putut întoarce acolo.
Între secolele XVII-XVIII au fost adăugate abației elemente în stil baroc. Starea actuală a abației datează din anul 1832, când a fost terminată biblioteca și turnul bisericii în stil clasicist. În anul 1860 au avut loc lucrări de renovare a abației, mai ales a bisericii. Biserica abațială, cu hramul Sfântului Martin, a fost ridicată la rangul de basilica minor în anul 1942.
În anul 1945 Ungaria a devenit un stat comunist, iar în anul 1950 abația și proprietățile ordinului au fost confiscate de către stat. După căderea comunismului benedictinii și-au reluat activitatea. În anul 1996 abația a intrat în lista patrimoniului cultural mondial UNESCO.

## Imagini

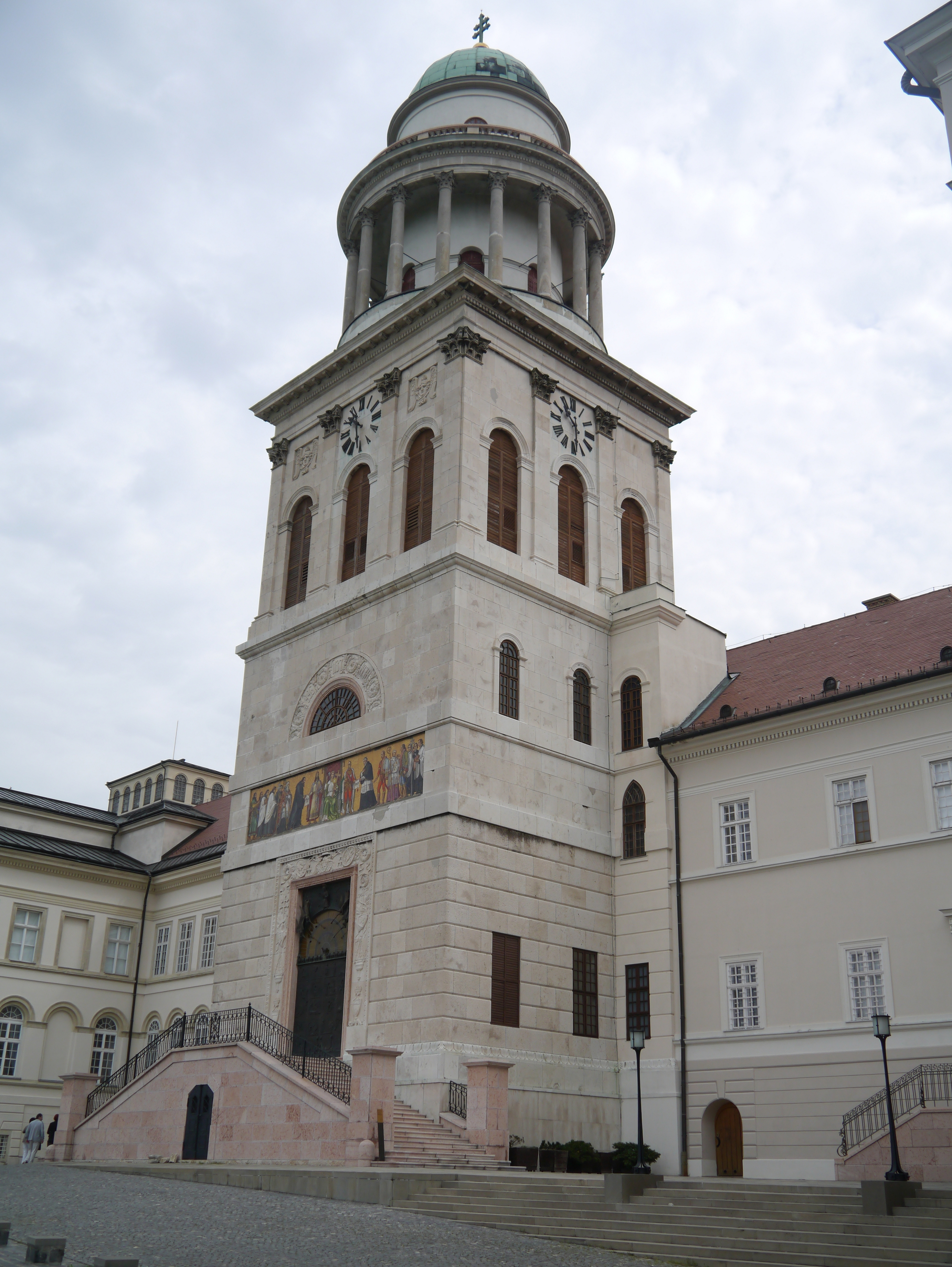
Biserica abației
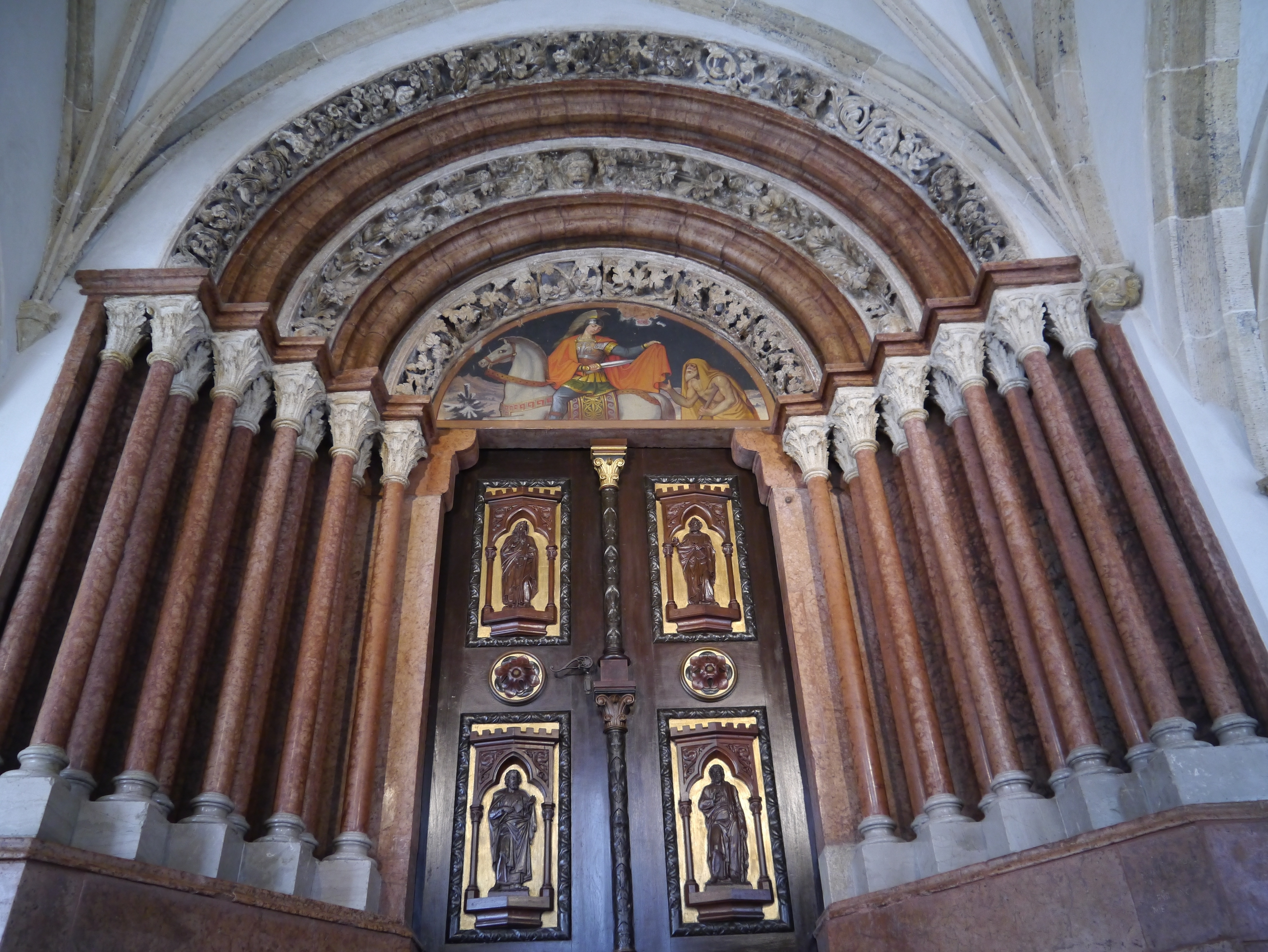
Portalul romanic
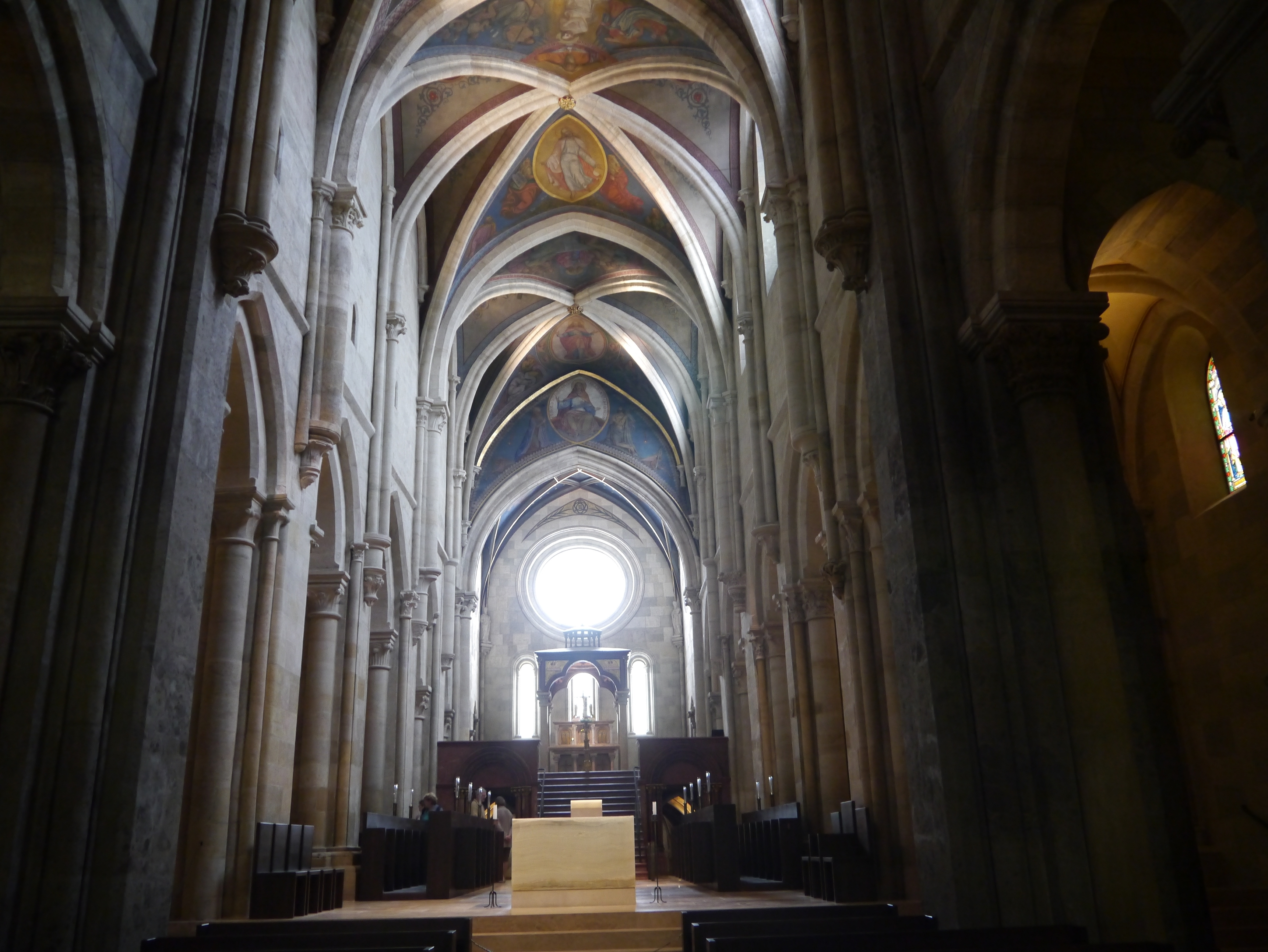
Interiorul bisericii
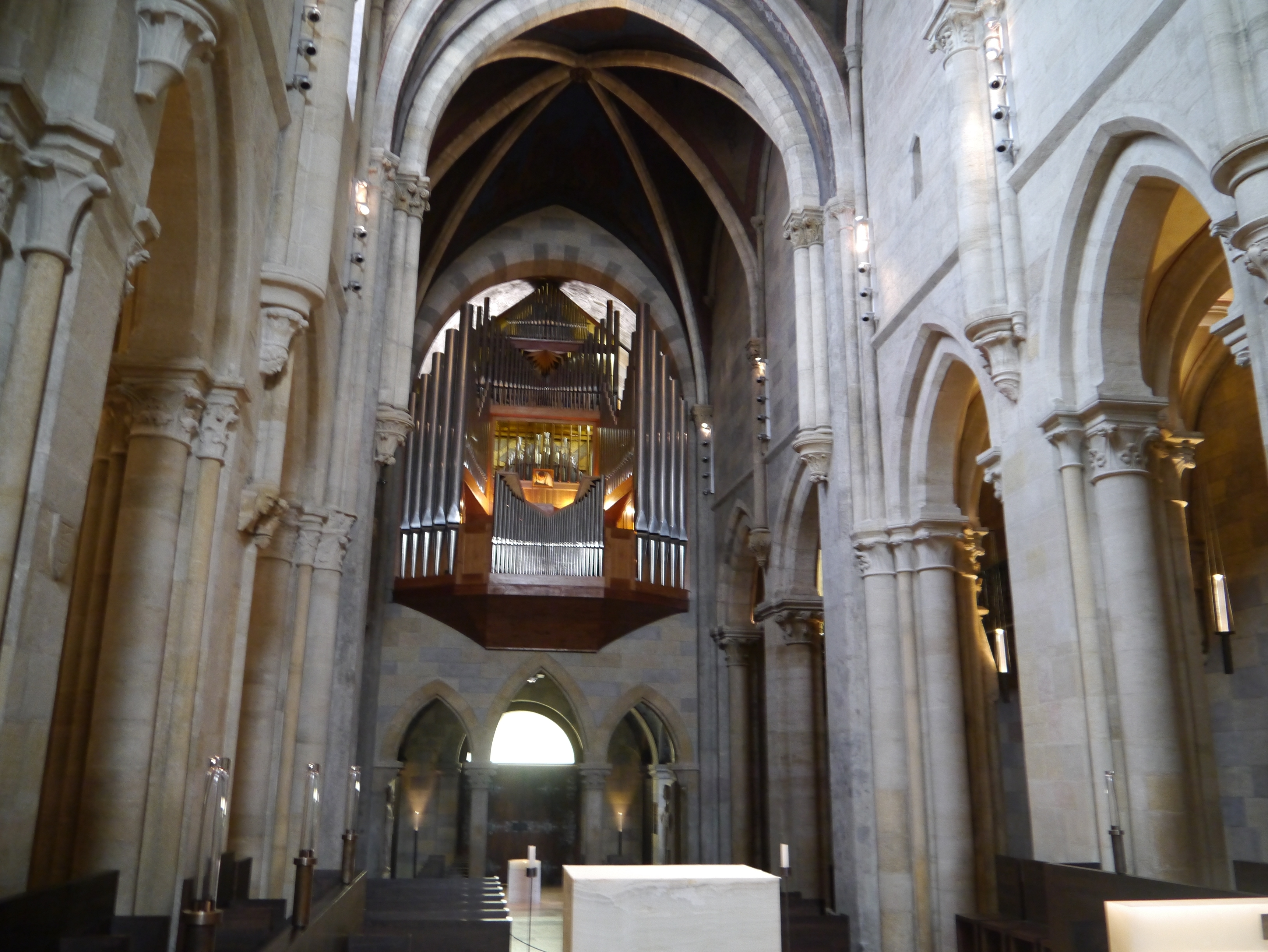
Orga
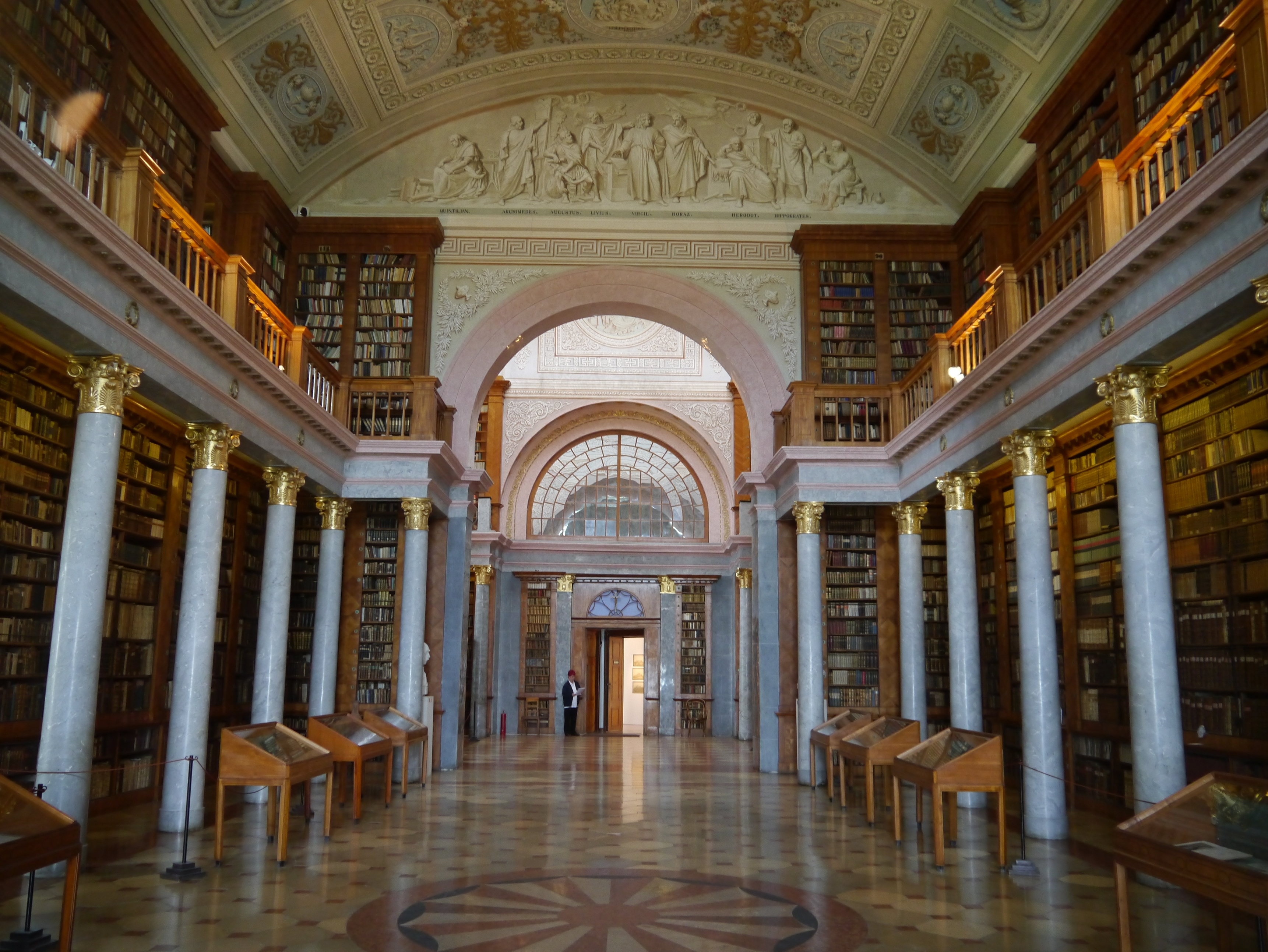
Biblioteca